# アサナシオス・ペツォス
アサナシオス・ペツォス（Athanasios Petsos、1991年6月5日 - ）は、ドイツ・デュッセルドルフ出身のプロサッカー選手。リガFC所属。元ギリシャ代表。ポジションはMF。

## 経歴

### クラブ
2016年1月、8月のヴェルダー・ブレーメン加入内定が発表された。9月のFCアウクスブルク戦で加入後初出場。しかしその後はトーマス・デラネイやフロリアン・グリリッチュの控えに回され、出場はわずか3試合に留まった。
2017年1月、フラムFCにレンタル移籍。
2017年8月、古巣のSKラピード・ウィーンに買い取りオプション付きのレンタルで加入。
2020年1月、WSGスワロフスキー・ティロルに移籍。
2022年2月、リガFCに移籍。

### 代表
ドイツ生まれのためドイツ代表を選択することも出来たが、一貫してルーツであるギリシャ代表に選出されている。
2011年8月、ボスニア・ヘルツェゴビナとの親善試合でA代表初招集。同試合でA代表初キャップを記録。
その後長らく代表から遠ざかったが、2015年9月のUEFA EURO 2016予選・ルーマニア戦で約4年ぶりに招集された。しかしトレーニング中に内側側副靱帯を部分断裂する重傷を負い、離脱を余儀なくされた。